# Warta
Warta – trzecia pod względem długości rzeka Polski, druga w pełni w jej granicach; główny, prawy dopływ Odry.

## Przebieg rzeki

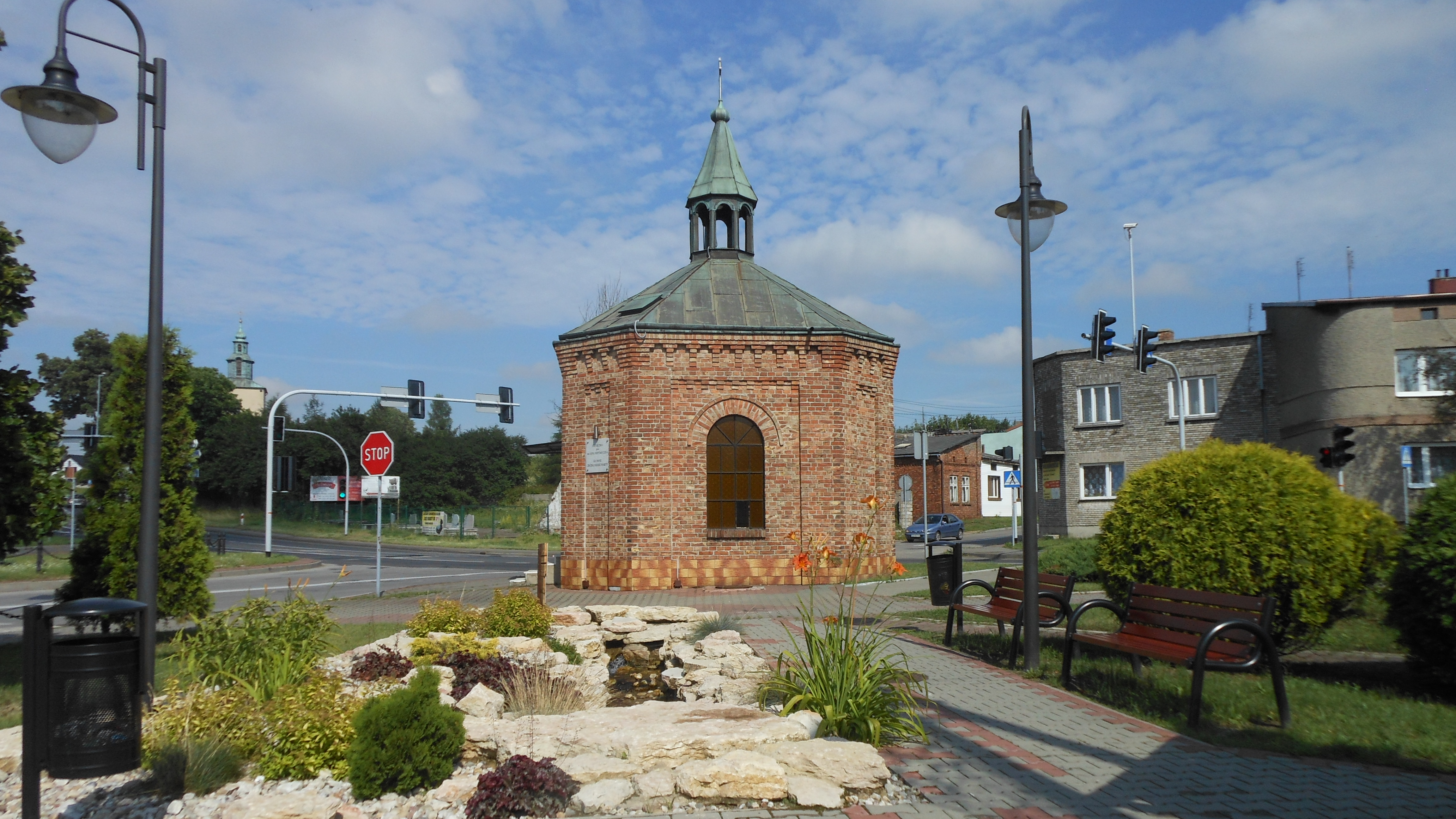
Źródła Warty w Kromołowie-Kaplica św. Jana Nepomucena

### Odcinek górny

Źródło Warty w Zawierciu poniżej kaplicy św. Jana Nepomucena

Źródła Warty znajdują się na Wyżynie Krakowsko-Częstochowskiej w Kromołowie (w kaplicy św. Jana Nepomucena), dawnym mieście, obecnie przyłączonym do Zawiercia. Płynie tektonicznym Obniżeniem Górnej Warty wzdłuż krawędzi Wyżyny Krakowsko-Częstochowskiej. W Częstochowie rzeka zmienia kierunek biegu na wschodni, by za miastem spotkać się z Wyżyną Wieluńską (miejsce styku z Wyżyną Częstochowską), przełamując się przez nią głęboką na 70 m dolinę – jest to Mirowski Przełom Warty. Pokonawszy go, łagodnie skręca na północ, a w okolicach Radomska na zachód. Następnie ponownie przełamuje się przez Wyżynę Wieluńską poprzez Działoszyński Przełom Warty, by nieco dalej przełamać się przez nią po raz trzeci, pokonując rozległy Łuk Załęczański i zawracając na krótko bieg o 180 stopni (na wschód). Pomiędzy miastami Warta i Skęczniew tworzy zbiornik wodny Jeziorsko. Opuszczając ostatecznie wyżynę, obiera kierunek północny, niezmienny do wysokości miasta Koło, gdzie skręca na zachód, mija Konin i wpływa w Pradolinę Warciańsko-Odrzańską, tym samym kończąc swój górny bieg.

### Odcinek środkowy

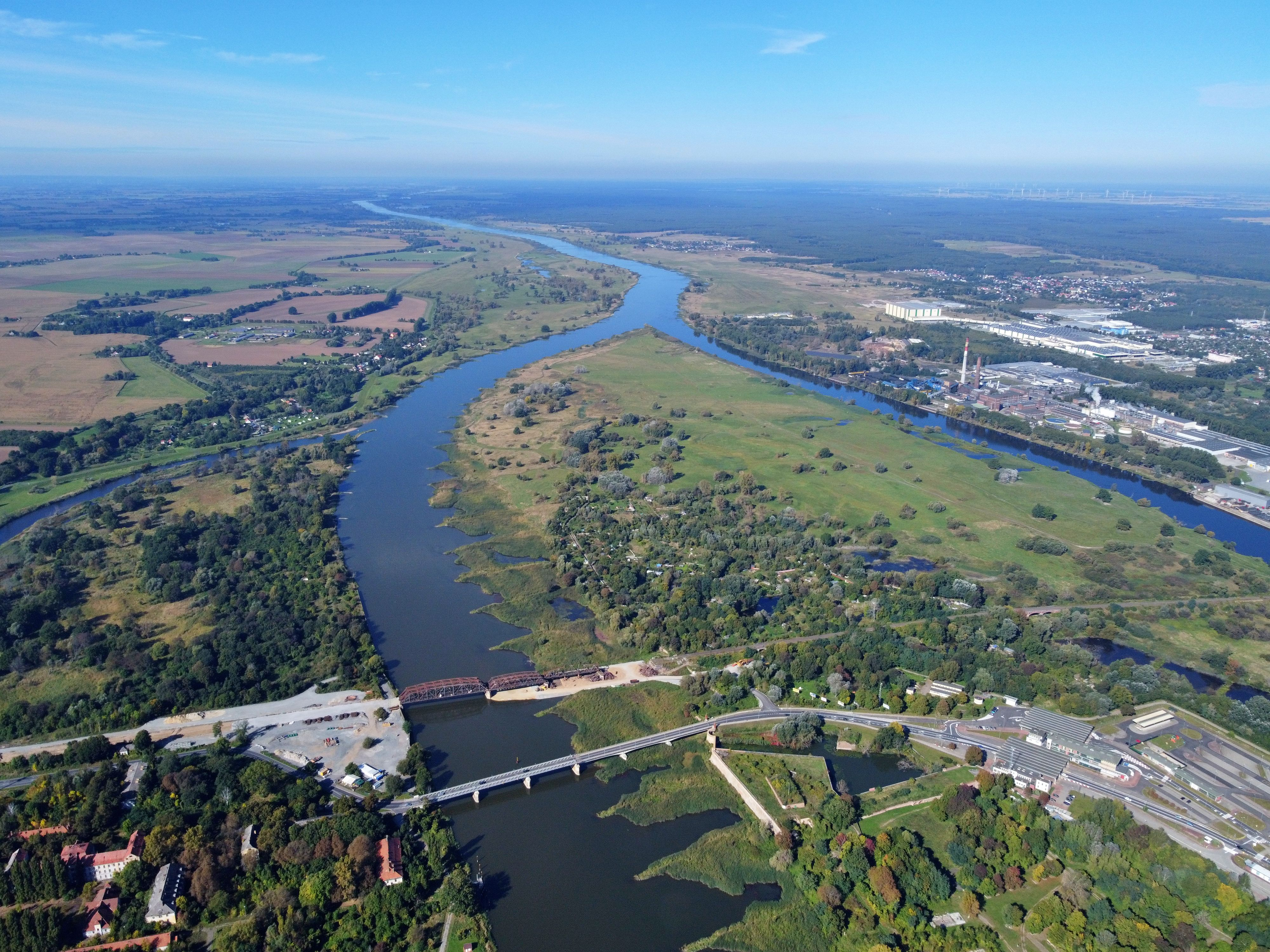
Ujście Warty do Odry w Kostrzynie nad Odrą

W pobliżu Śremu Warta wpływa w Poznański Przełom Warty. Po przepłynięciu przez Poznań, rzeka natrafia w okolicy Obornik na przeszkodę w postaci wyższego obszaru Pojezierza Południowopomorskiego i ponownie zmienia kierunek na zachodni wpływając w Pradolinę Toruńsko-Eberswaldzką.

### Odcinek dolny
Na początku dolnego biegu rzeki, w miejscowości Santok, do Warty uchodzi jej największy dopływ – Noteć. Po przepłynięciu przez Gorzów Wielkopolski Warta wpływa w obszar, na którym został utworzony Park Narodowy Ujście Warty, po czym w Kostrzynie nad Odrą, przy granicy z Niemcami, w północno-wschodniej części miasta uchodzi do Odry.

### Zbiorniki na Warcie

Zbiornik Jeziorsko

- Zbiornik Jeziorsko
- Jezioro Porajskie

## Warta w sieci międzynarodowych dróg wodnych
Warta Dolna (68,2 km, od Santoka do ujścia do Odry) jest elementem międzynarodowej drogi wodnej E70, ustalonej w 1996 r. w porozumieniu AGN (European Agreement on Main Inland Waterways of International Importance).
Zgodnie z Rozporządzeniem Rady Ministrów z 2002 r. ws. klasyfikacji śródlądowych dróg wodnych, Warta ma następujące klasy żeglowne:
- kl. Ia – od Kanału Ślesińskiego do miejscowości Luboń,
- kl. Ib – od miejscowości Luboń do ujścia rzeki Noteci,
- kl. II – od ujścia rzeki Noteci do ujścia do rzeki Odry

## Dorzecze Warty

Warta w okolicach Częstochowy

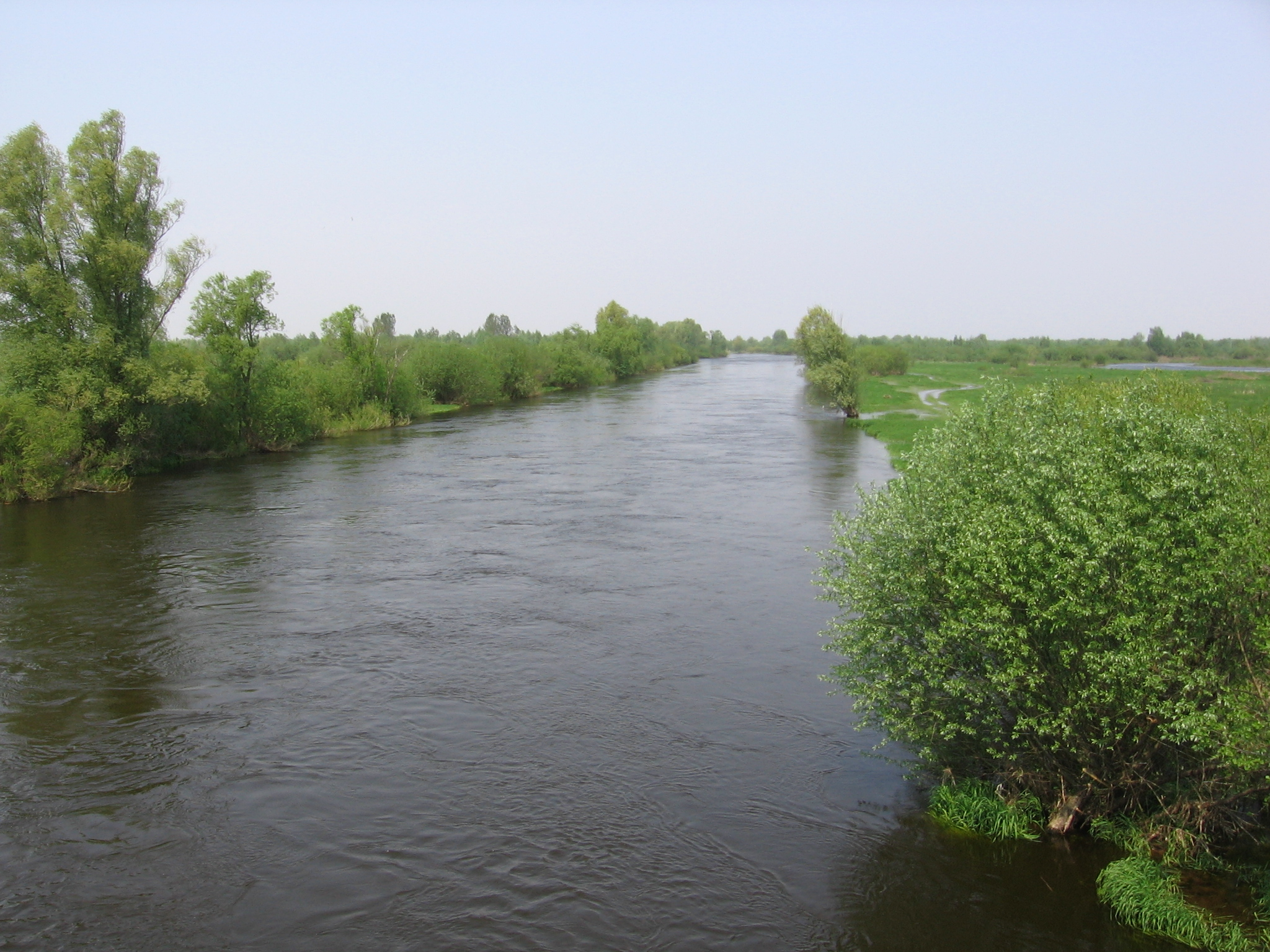
Warta niedaleko miejscowości Warta

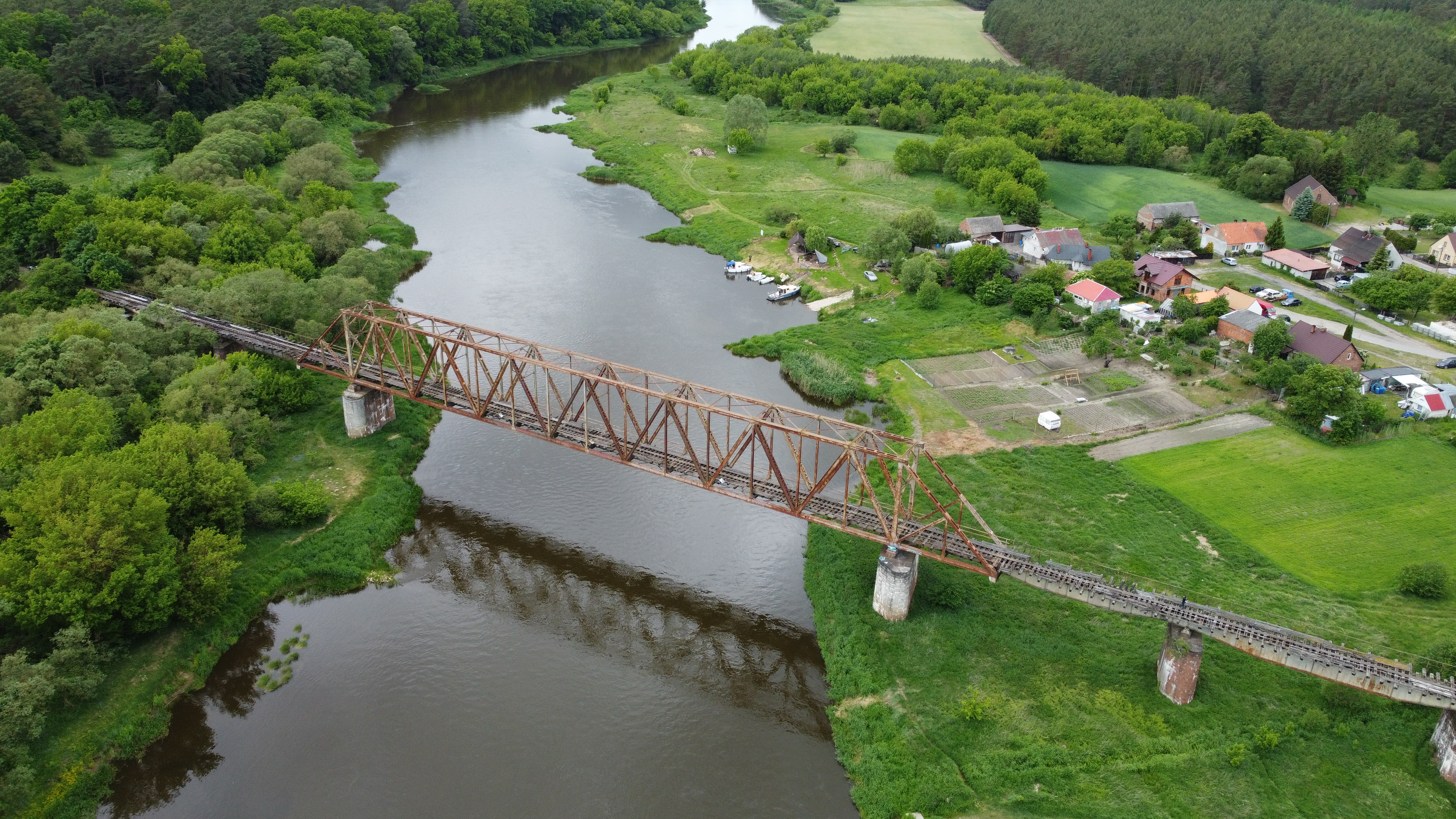
Most kolejowy w Stobnicy

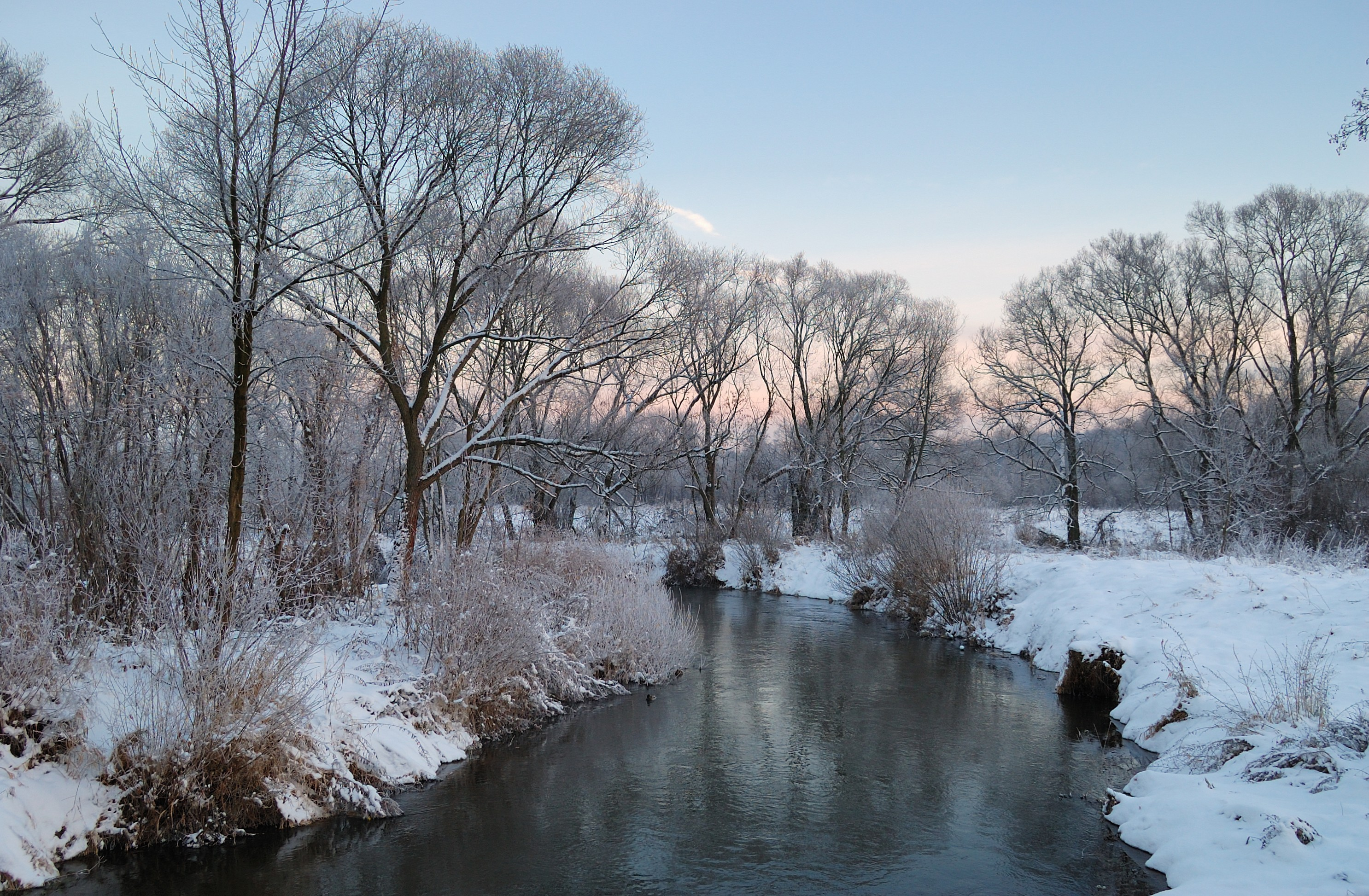
Warta zimą w Korwinowie

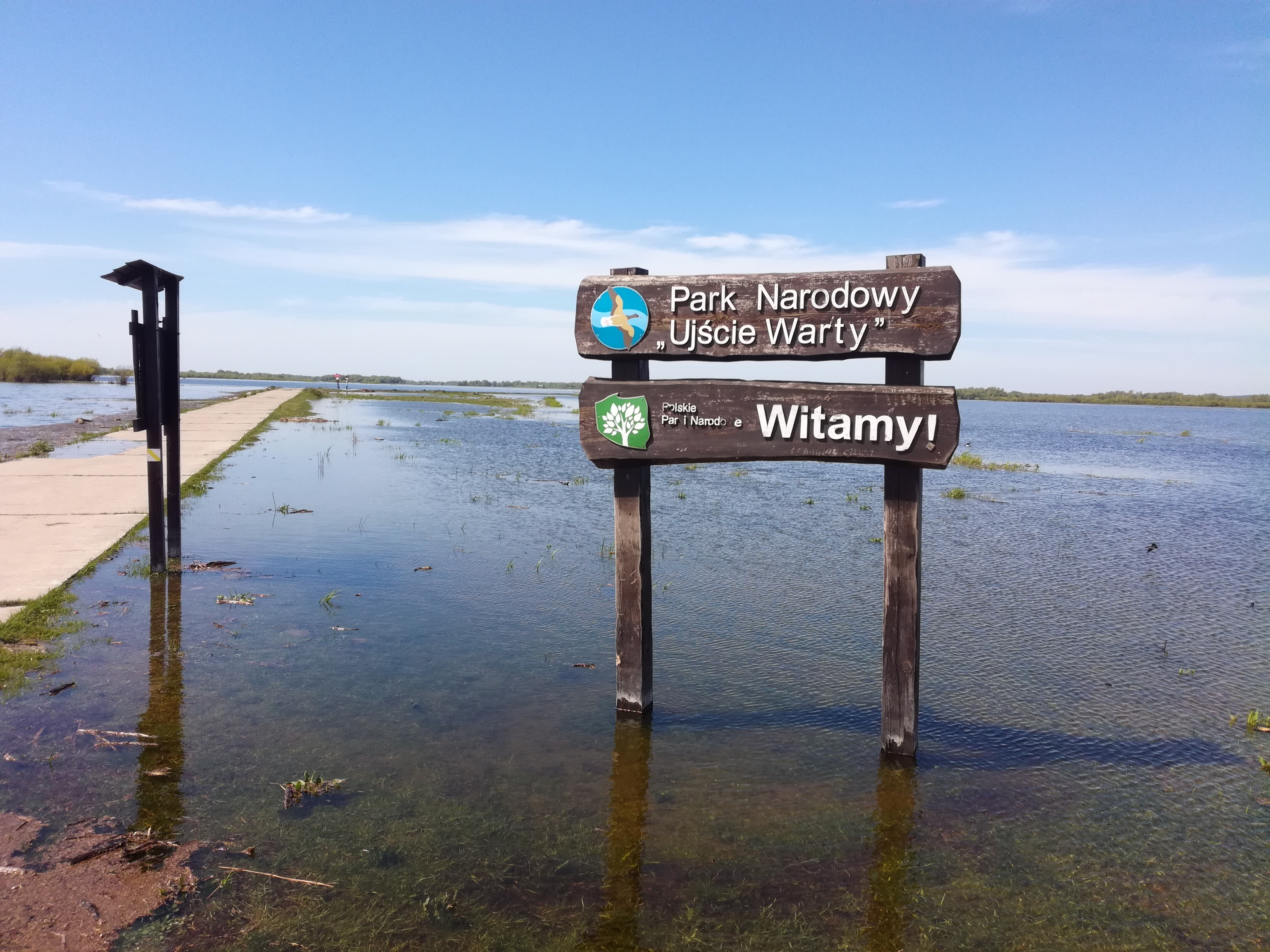
Park Narodowy „Ujście Warty”

Dopływy w kolejności od źródeł
| Nazwa rzeki         | Dopływ | Źródło                                                              | Ujście                              | Długość (km) | Pow. zlewni (km²) |
| ------------------- | ------ | ------------------------------------------------------------------- | ----------------------------------- | ------------ | ----------------- |
| Stradomka           | L      | Herby                                                               | Częstochowa                         | 19,5         | 256,8             |
| Radomka             | P      | Blok Dobryszyce                                                     | Bobry                               | 15,0         | 51,4              |
| Liswarta            | L      | Mzyki                                                               | Kule                                | 93,0         | 1558              |
| Oleśnica            | L      | Wieluń                                                              | Niechmirów                          | 37,8         | 608               |
| Widawka             | P      | Wzgórza Radomszczańskie gm. Kodrąb                                  | Jeziorko                            | 95,8         | 2385              |
| Żeglina             | L      | Złoczew                                                             | Sieradz                             | 30,0         |                   |
| Pichna              | P      | Zduńska Wola                                                        | zb. Jeziorsko (2 niezależne koryta) | 28,8         |                   |
| Ner                 | P      | Łódź                                                                | Majdany                             | 134,0        | 1866              |
| Rgielewka           | P      | Józefowo                                                            | Powiercie                           | 35,0         |                   |
| Kiełbaska           | L      | Żdżenice                                                            | Koło                                | 45,0         | 490,9             |
| Powa                | L      | Smaszew                                                             | Rumin                               | 44,2         | 369,5             |
| Warcica             | P      | Koło                                                                | Pogorzałki                          | 20,5         |                   |
| Czarna Struga       | L      | Żelazków                                                            | Zagórów                             | 52,0         |                   |
| Meszna              | P      | jez. Powidzkie                                                      | Policko                             | 37,0         | 705               |
| Wrześnica           | P      | Gniezno                                                             | Samarzewo                           | 49,0         | 355               |
| Prosna              | L      | Wolęcin                                                             | Modlica                             | 216,8        | 4924,7            |
| Lutynia             | L      | Korytnica                                                           | Orzechowo                           | 60,0         |                   |
| Moskawa             | P      | Józefowo                                                            | Jaszkowo                            | 56,4         | 620,8             |
| Samica Stęszewska   | L      | Grzebienisko                                                        | Rogalinek                           | 37,8         | 182,7             |
| Wirynka             | L      | Palędzie                                                            | Łęczyca                             | 17,0         |                   |
| Kopel               | P      | między miejscowościami Sokolniki Gwiazdowskie a Puszczykowo-Zaborze | Czapury                             | 34,0         | 388               |
| Strumień Junikowski | L      | Ławica                                                              | Luboń                               | 11,7         | 48,4              |
| Bogdanka            | L      | jez. Strzeszyńskie                                                  | Poznań                              | 9,0          |                   |
| Cybina              | P      | Iwno                                                                | Poznań                              | 41,0         | 213               |
| Główna              | P      | Lednica                                                             | Poznań                              | 45,6         | 247               |
| Trojanka            | P      | Puszcza Zielonka                                                    | Mściszewo                           | 20,0         | 147,6             |
| Wełna               | P      | Osiniec                                                             | Oborniki                            | 118,0        | 2621              |
| Samica Obornicka    | L      | jez. Kierskie                                                       | Kiszewo                             | 36,5         | 224,1             |
| Sama                | L      | Batorowo                                                            | Obrzycko                            | 44,2         | 448,4             |
| Oszczynica          | L      | jez. Lubocześnickie                                                 | Sieraków                            | 37,5         | 293,7             |
| Obra                | L      | Stara Obra                                                          | Skwierzyna                          | 254,0        | 4022              |
| Noteć               | P      | Szczecin                                                            | Santok                              | 391,3        | 17300             |
| Kłodawka            | P      | jez. Karskie Wielkie                                                | Gorzów Wielkopolski                 | 27,3         |                   |
| Witna               | P      | jez. Wielkie, okolice Witnicy                                       | Białczyk                            | 15,0         |                   |
| Postomia            | L      | jez. Postomsko                                                      | Kostrzyn nad Odrą                   | 67,0         | 425               |

## Urbanizacja

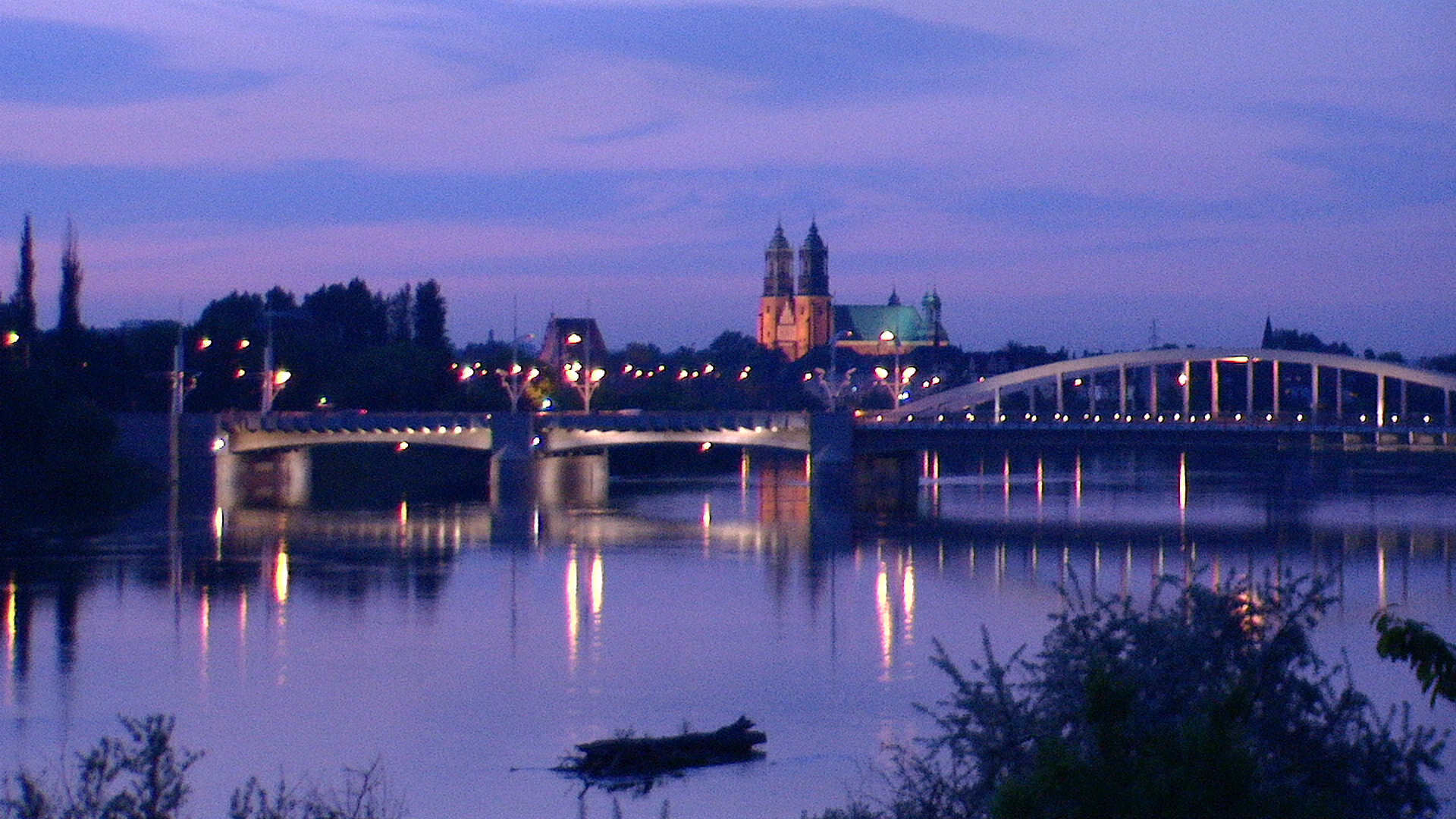
Warta w Poznaniu (Most św. Rocha, a w głębi Bazylika archikatedralna Świętych Apostołów Piotra i Pawła)

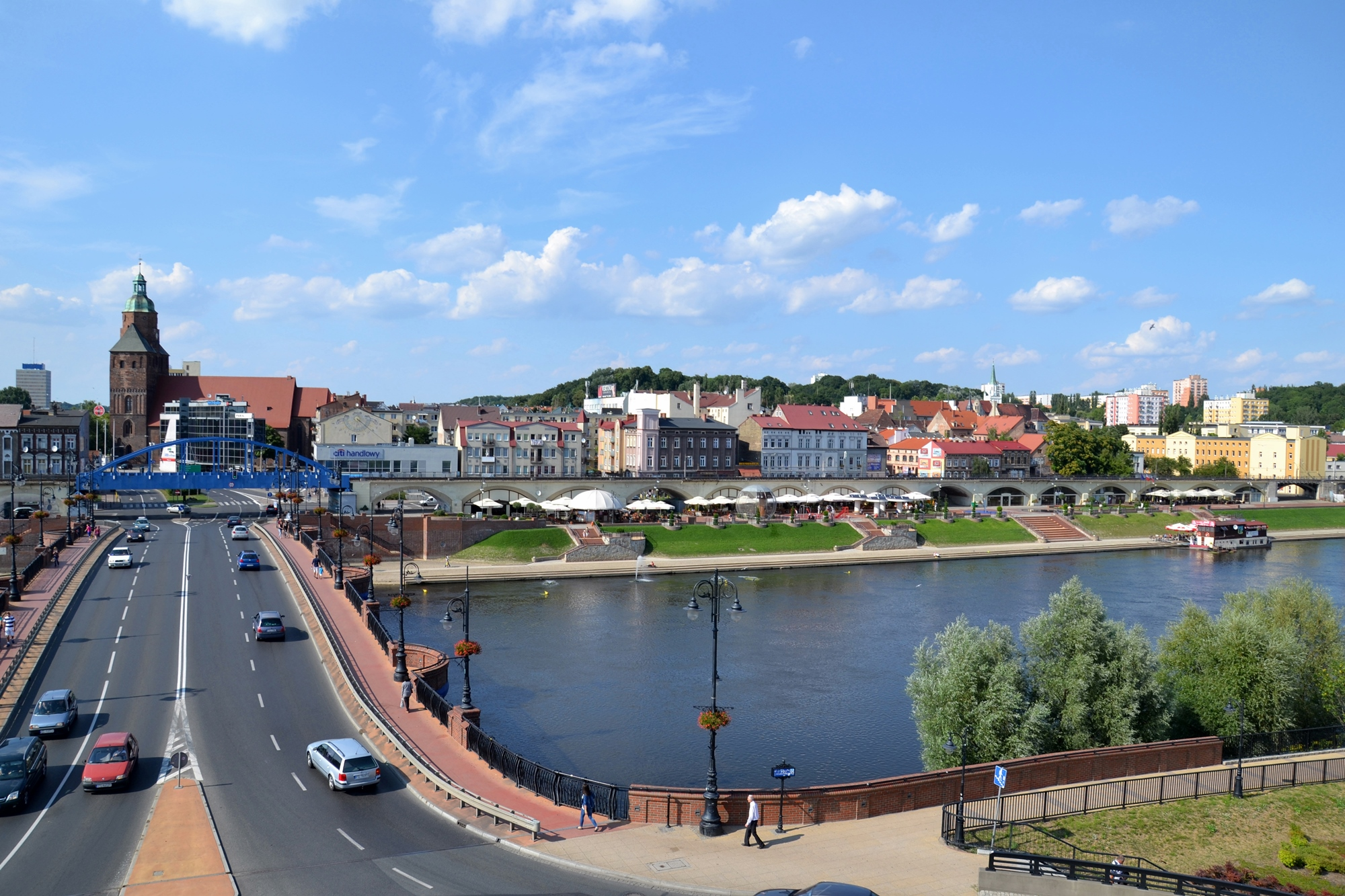
Warta w Gorzowie Wielkopolskim

Miasta położone nad Wartą
- Zawiercie
- Myszków
- Częstochowa
- Działoszyn
- Osjaków
- Sieradz
- Warta
- Uniejów
- Koło
- Konin
- Pyzdry
- Śrem
- Puszczykowo
- Luboń
- Poznań
- Oborniki
- Obrzycko
- Wronki
- Sieraków
- Międzychód
- Skwierzyna
- Gorzów Wielkopolski
- Kostrzyn nad Odrą

## Pozostałe informacje
- odległość od źródeł Warty do spotkania z Odrą jest większa niż Odry od jej źródeł do tego samego miejsca.
- jest drugą rzeką wymienianą w hymnie Polski:

Przejdziem Wisłę, przejdziem Wartę
- pod Gorzowem Wlkp. z Wartą krzyżują się rurociągi „Przyjaźń” oraz „Baltic Pipe”[5].
- nazwa miasta, w którym Warta ma swoje źródła – Zawiercie wzięła się właśnie od nazwy rzeki i określenia „za Wartą”.